# Johann von Mandl

Johann von Mandl in Deutenhofen, Kupferstich aus dem Jahr 1652

Johannes Mandl, ab 1623 von Mandl, ab 1653 Freiherr von Mandl-Deutenhofen (auch Mändl oder Maendl; * 8. Januar 1588 in Günzburg; † 12. August 1666 in München) war ein deutscher Staatsmann.

## Leben
Mandl stammte aus einer wohlhabenden Burgauer Familie. Er besuchte die Lateinschulen von Günzburg und München. Zum Studium der Rechtswissenschaft ging er 1604 an die Universität Ingolstadt, an der er 1606 den Baccalaureus- und 1607 den Magistergrad erlangte. Anschließend ging er nach Italien. An der Universität Perugia wurde er am 21. November 1609 zum Doktor beider Rechte promoviert. 1613 kehrte er nach Bayern zurück. Er wurde unter Maximilian I. von Bayern 1614 Hofkammeradvokat und zudem bis 1627 Fiskal am bayerischen Hof, wobei er ab 1616 den Titel Hofkammerrat führte. 1617 wurde er als Nachfolger von Christoph Gewold zum Archivar und Geheimsekretär ernannt. 1620 und 1622 begleitete er den Kurfürsten ins Feld und publizierte anschließend die Erfahrungen. Neben seiner Stellung am Hof war er als Diplomat tätig, unter anderem am Hof des Kaisers. Hierbei wirkte er auch daran mit, dass der bayerische Herzog 1623 die Kurfürstenwürde erlangte. In diesem Jahr wurde er in den Reichsadelsstand nobilitiert.

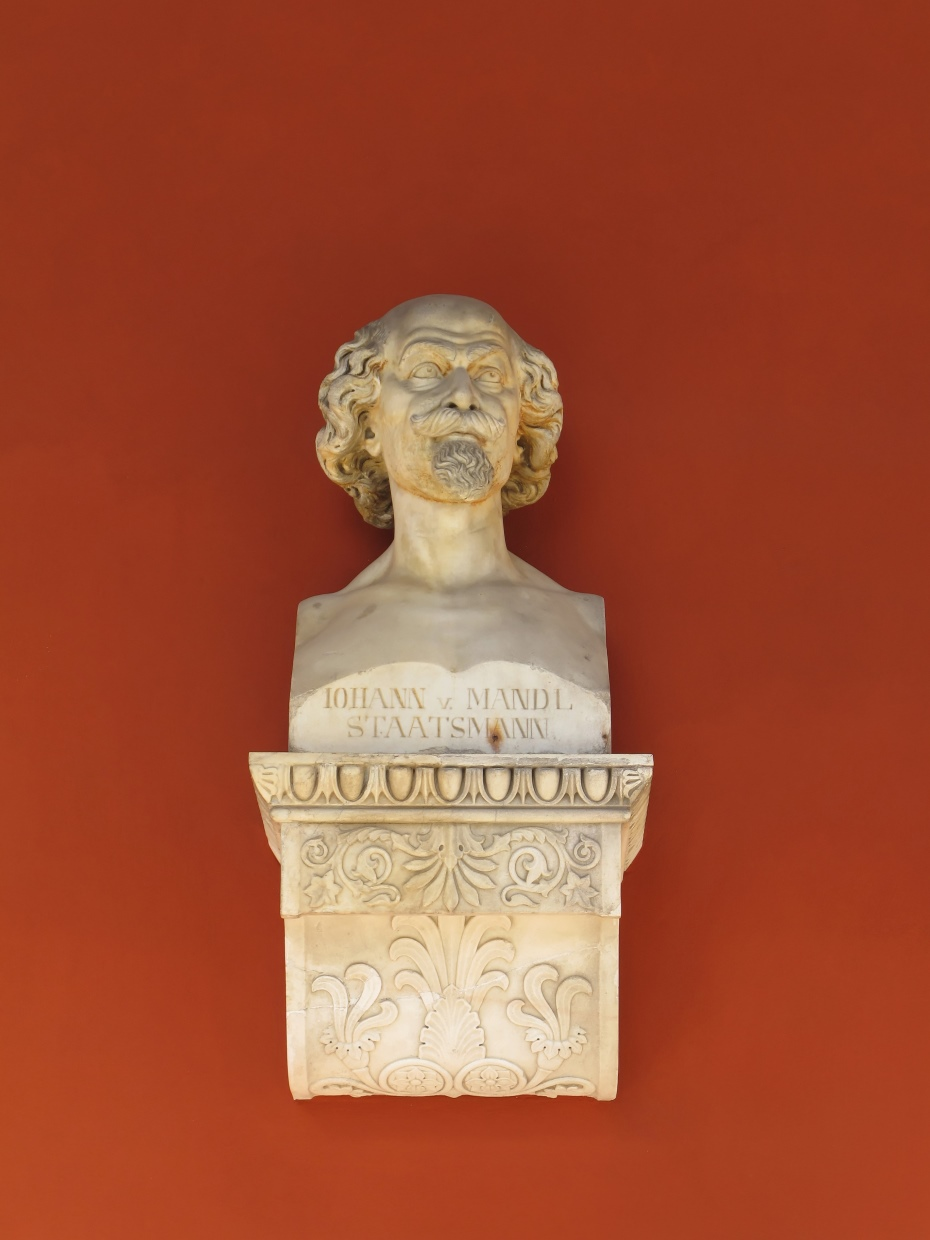
Johann von Mandl – Staatsmann. Büste in der Ruhmeshalle in München

Mandl wurde 1626 zum Direktor für das ober- und unterpfälzische Kammerwesen und am 24. August 1633 zum Hofkammerpräsidenten ernannt, womit er dem gesamten Finanzwesen Bayerns vorstand. Trotzdem erhielt er immer wieder diplomatische Aufgaben. Er galt als einer der vielseitigsten Spitzenbeamten des Kurfürsten und war zwischen 1634 und 1654 mindestens einmal im Jahr am kaiserlichen Hof tätig. 1628 übernahm er zusätzlich das Pflegeamt Neunburg vorm Wald. Darüber hinaus hatte er bis dahin ein größeres Vermögen anhäufen können und mehrere Land- und Edelsitze erworben, darunter auch Deutenhofen. Zum 1. Juli 1634 erfolgte seine Ernennung zum Geheimen Rat, 1636 wurde ihm zusätzlich das Pflegeamt Dachau übertragen, und seit 1640 befand er sich im Besitz der Hofmark Tandern. 1653 erhob ihn Kaiser Ferdinand III. in den Reichsfreiherrenstand. Er war Verfasser des Testaments des Kurfürsten Maximilian I. und gehörte von 1651 bis 1654 dem Vormundschafts- und Administrationsrat an. Zunächst genoss er auch das Vertrauen des neuen Kurfürsten, den er von Sparmaßnahmen überzeugen konnte.
Mandls Aufstieg ereilte 1662 ein Bruch. Die genauen Umstände seines Sturzes sind nicht geklärt, jedenfalls stellte eine Untersuchungskommission Amtsmissbrauch und Unterschlagung fest. Er wurde danach vom Kurfürsten Ferdinand Maria seiner Ämter enthoben und zu 25.000 Gulden Strafe verurteilt. Er behielt jedoch seine Hofmarken und verblieb im Adelsstand. Seine Familie stand auch weiter in der Gunst des bayerischen Hofes.
Die Mandlstraße in München wurde nach ihm benannt. Ebenso trägt die Straße, die zu seinem ehemaligen Schloss Deutenhofen führt, seinen Namen. Das Gebäude führt die Adresse "Von-Mandl-Straße 25" im Hebertshausener Gemeindeteil Deutenhofen.

## Werke (Auswahl)
- Nachrichten aus dem Leben des Freyherrn Johann Mandl, welche von ihm eigenhändig niedergeschrieben, und hier in einer pünktlichst richtigen Abschrift abgedruckt sind. In: Lorenz von Westenrieder:  Neue Beyträge zur vaterländischen Historie, Geographie, Statistik etc., Band 2, München 1817, S. 1–32.
- Ober- und nider Ensisch wie auch Bohemisch Iournal, 1621.
- De septemviratu Palatino a D. Ferdinando II. Romanorum imp. Aug. in Seren. Principem Maximilianum Comitem Palat. Rheni, utriusque Bavariae Ducem ... optimo maximo iure translato dissertatio, 1632.